# Каротиноид
Каротeноидите са органични пигменти, естествено съдържащи се в растенията и някои други фотосинтезиращи организми като водорасли, някои типове гъби и някои бактерии.На тях се дължи оцветяването в жълто-червено на растенията. Помагат на хлорофила при процеса фотосинтеза. От разграждането им се образува витамин А, важен за правилния растеж на човека; участва в имунната система; поддържа кожата здрава; получава се родопсин- зрителен компонент. 
Познати са около 600 каротиноида, разделени в два класа – ксантофили и каротини. Ксантофилите са по-реактивоспособни, защото съдържат кислород, за разлика от каротените, които имат само въглерод и водород.